# Owenia bassensis
Owenia bassensis är en ringmaskart som beskrevs av Ford och Anne D. Hutchings 2005. Owenia bassensis ingår i släktet Owenia och familjen Oweniidae. Inga underarter finns listade i Catalogue of Life.